# Führerschein und Fahrerlaubnis (SADC)
In der Entwicklungsgemeinschaft des südlichen Afrika (SADC) gelten seit 1998 einheitliche Fahrerlaubnisklassen. Bisher (Stand Oktober 2010) haben jedoch nicht alle dieser Staaten die einheitlichen Klassen und Fahrerlaubnis eingeführt.
Es gibt derzeit acht verschiedene Fahrerlaubnisklassen, die durch individuelle Restriktionen wie zum Beispiel „nur Traktoren“ beschränkt werden können. In allen Länder gilt einheitlich für alle Fahrerlaubnisklassen ein Mindestalter von 17 Jahren für eine Fahranfänger-Lizenz (englisch Learner’s Licence) und 18 Jahre für eine vollständige Fahrerlaubnis.

## Fahrerlaubnisklassen
| Klasse  | Beschreibung | Schließt ein | Bemerkungen und Bestand |
| ------- | --- | --- | --- |
| A       | Motorrad ohne Beiwagen und mit mehr als 125 cm³ | (i) Motorrad mit Beiwagen (ii) Trike (iii) Quad (iv) alle anderen Fahrzeuge der Klasse A1 | ehemals Bestandteil der Fahrerlaubnisklasse 1 (Südafrika, Namibia)                                                                                             |
| A1      | Motorrad ohne Beiwagen und mit einem Hubraum von nicht mehr als 125 cm³ oder elektrisch angetrieben; mit Ausnahme von Fahrzeugen (i) die durch Elektrizität von festen Batterien angetrieben und durch Fußgänger kontrolliert werden (ii) die ein Leergewicht von nicht mehr als 230 Kilogramm haben und speziell gebaut und eingesetzt, jedoch nicht einfach angepasst, werden um Personen mit Behinderung oder alten Personen, und nur diesen, das Fortkommen zu ermöglichen | (i) Motorrad mit Beiwagen (ii) Trike (iii) Quad mit nicht mehr als 125 cm³ (iv) Fahrzeuge mit Pedalen und einem Motor oder elektrischen Motor, der fest und dauerhaft angebracht ist und deren Antrieb durch die Pedale und den Motor oder elektrischen Motor sichergestellt wird | ehemals Bestandteil der Fahrerlaubnisklasse 1 (Südafrika, Namibia)                                                                                             |
| B       | Kraftfahrzeug mit Ausnahme von Motorrädern, Motor-Trikes, Motor-Quads, Traktoren und Kraftfahrzeugen in der Art einer landwirtschaftlichen oder industriellen Maschine, deren Einsatz nicht primär auf dem Transport von Personen oder Gütern liegt; insbesondere aber (i) Kraftfahrzeug mit einem Leergewicht von nicht mehr als 3500 Kilogramm (ii) Minibus, Bus oder Transport mit einem Leergewicht von nicht mehr als 3500 Kilogramm, mit oder ohne Anhänger dessen Gesamtgewicht nicht mehr als 750 Kilogramm beträgt, aber ohne Kraftfahrzeug-Züge | (i) Traktoren (ii) Kraftfahrzeuge in der Art einer landwirtschaftlichen oder industriellen Maschine, deren Einsatz nicht primär auf dem Transport von Personen oder Gütern liegt                                                                                                  | ehemals Bestandteil der Fahrerlaubnisklassen 2 und 8 (Südafrika, Namibia)                                                                                      |
| C       | Kraftfahrzeug mit Ausnahme von Motorrädern, Motor-Trikes, Motor-Quads, Traktoren und Kraftfahrzeugen in der Art einer landwirtschaftlichen oder industriellen Maschine, deren Einsatz nicht primär auf dem Transport von Personen oder Gütern liegt; Bus oder Lastkraftfahrzeug mit einem Gesamtgewicht von mehr als 16.000 Kilogramm, mit oder ohne Anhänger dessen Gesamtgewicht nicht mehr als 750 Kilogramm beträgt, aber ohne Kraftfahrzeug-Züge | schließt alle Fahrzeuge der Fahrerlaubnisklassen C1 und B mit ein | in unter anderem Namibia schließt diese Fahrerlaubnisklasse keine Anhänger ein; ehemals Bestandteil der Fahrerlaubnisklassen 3, 10 und 14 (Südafrika, Namibia) |
| C1      | Kraftfahrzeug mit Ausnahme von Motorrädern, Motor-Trikes, Motor-Quads, Traktoren und Kraftfahrzeugen in der Art einer landwirtschaftlichen oder industriellen Maschine, deren Einsatz nicht primär auf dem Transport von Personen oder Gütern liegt; insbesondere (i) Kraftfahrzeug mit einem Leergewicht von mehr als 3500 Kilogramm, jedoch nicht mehr als 16.000 Kilogramm (ii) Minibus, Bus oder Transport mit einem Leergewicht von mehr als 3500 Kilogramm, jedoch nicht mehr als 16.000 Kilogramm, mit oder ohne Anhänger dessen Gesamtgewicht nicht mehr als 750 Kilogramm beträgt, aber ohne Kraftfahrzeug-Züge                                      | schließt alle Fahrzeuge der Fahrerlaubnisklasse B mit ein | in unter anderem Namibia schließt diese Fahrerlaubnisklasse keine Anhänger ein; ehemals Bestandteil der Fahrerlaubnisklassen 3, 10 und 14 (Südafrika, Namibia) |
| BE/EB   | Kraftfahrzeug mit Ausnahme von Motorrädern, Motor-Trikes, Motor-Quads, Traktoren und Kraftfahrzeugen in der Art einer landwirtschaftlichen oder industriellen Maschine, deren Einsatz nicht primär auf dem Transport von Personen oder Gütern liegt; insbesondere (i) Kraftfahrzeug-Züge die nicht mehr als 3500 Kilogramm wiegen (ii) eine Kombination aus Kraftfahrzeug mit einem Leergewicht von nicht mehr als 3500 Kilogramm oder Minibus, Bus oder Lastkraftfahrzeug mit einem Leergewicht von nicht mehr als 3500 Kilogramm, mit Anhänger dessen Gesamtgewicht mehr als 750 Kilogramm beträgt                                                          | schließt alle Fahrzeuge der Fahrerlaubnisklasse B mit ein | ehemals Bestandteil der Fahrerlaubnisklassen 3, 10 und 14 (Südafrika, Namibia)                                                                                 |
| C1E/EC1 | Kraftfahrzeug mit Ausnahme von Motorrädern, Motor-Trikes, Motor-Quads, Traktoren und Kraftfahrzeugen in der Art einer landwirtschaftlichen oder industriellen Maschine, deren Einsatz nicht primär auf dem Transport von Personen oder Gütern liegt; insbesondere (i) Kraftfahrzeug-Züge mit mehr als 3500 Kilogramm, aber weniger als 16.000 Kilogramm wiegt (ii) eine Kombination aus Kraftfahrzeug mit einem Leergewicht von mehr als 3500 Kilogramm, aber weniger als 16.000 Kilogramm oder Minibus, Bus oder Lastkraftfahrzeug mit einem Leergewicht von nicht mehr als 3500 Kilogramm, mit Anhänger dessen Gesamtgewicht mehr als 750 Kilogramm beträgt | schließt alle Fahrzeuge der Fahrerlaubnisklassen B, C1 und EB/BE mit ein | ehemals Bestandteil der Fahrerlaubnisklassen 3, 10 und 14 (Südafrika, Namibia)                                                                                 |
| EC/CE   | Kraftfahrzeug mit Ausnahme von Motorrädern, Motor-Trikes, Motor-Quads, Traktoren und Kraftfahrzeugen in der Art einer landwirtschaftlichen oder industriellen Maschine, deren Einsatz nicht primär auf dem Transport von Personen oder Gütern liegt; insbesondere (i) Kraftfahrzeug-Züge mit mehr als 16.000 Kilogramm (ii) eine Kombination aus Kraftfahrzeug mit einem Leergewicht von mehr als 16.000 Kilogramm oder Bus oder Lastkraftfahrzeug mit einem Leergewicht von mehr als 16.000 Kilogramm, mit Anhänger dessen Gesamtgewicht mehr als 750 Kilogramm beträgt                                                                                      | schließt alle Fahrzeuge der Fahrerlaubnisklassen B, C, C1, EB/BE und C1E/EC1 mit ein | ehemals Bestandteil der Fahrerlaubnisklassen 3, 10 und 14 (Südafrika, Namibia)                                                                                 |